# Symplocos cyanocarpa
Symplocos cyanocarpa är en tvåhjärtbladig växtart som beskrevs av Cyril Tenison White. Symplocos cyanocarpa ingår i släktet Symplocos och familjen Symplocaceae. Utöver nominatformen finns också underarten S. c. pilosa.